# Sarophorus striatus
Sarophorus striatus är en skalbaggsart som beskrevs av Frolov och Clarke H. Scholtz 2003. Sarophorus striatus ingår i släktet Sarophorus och familjen bladhorningar. Inga underarter finns listade i Catalogue of Life.